# The Chase (クイズ番組)

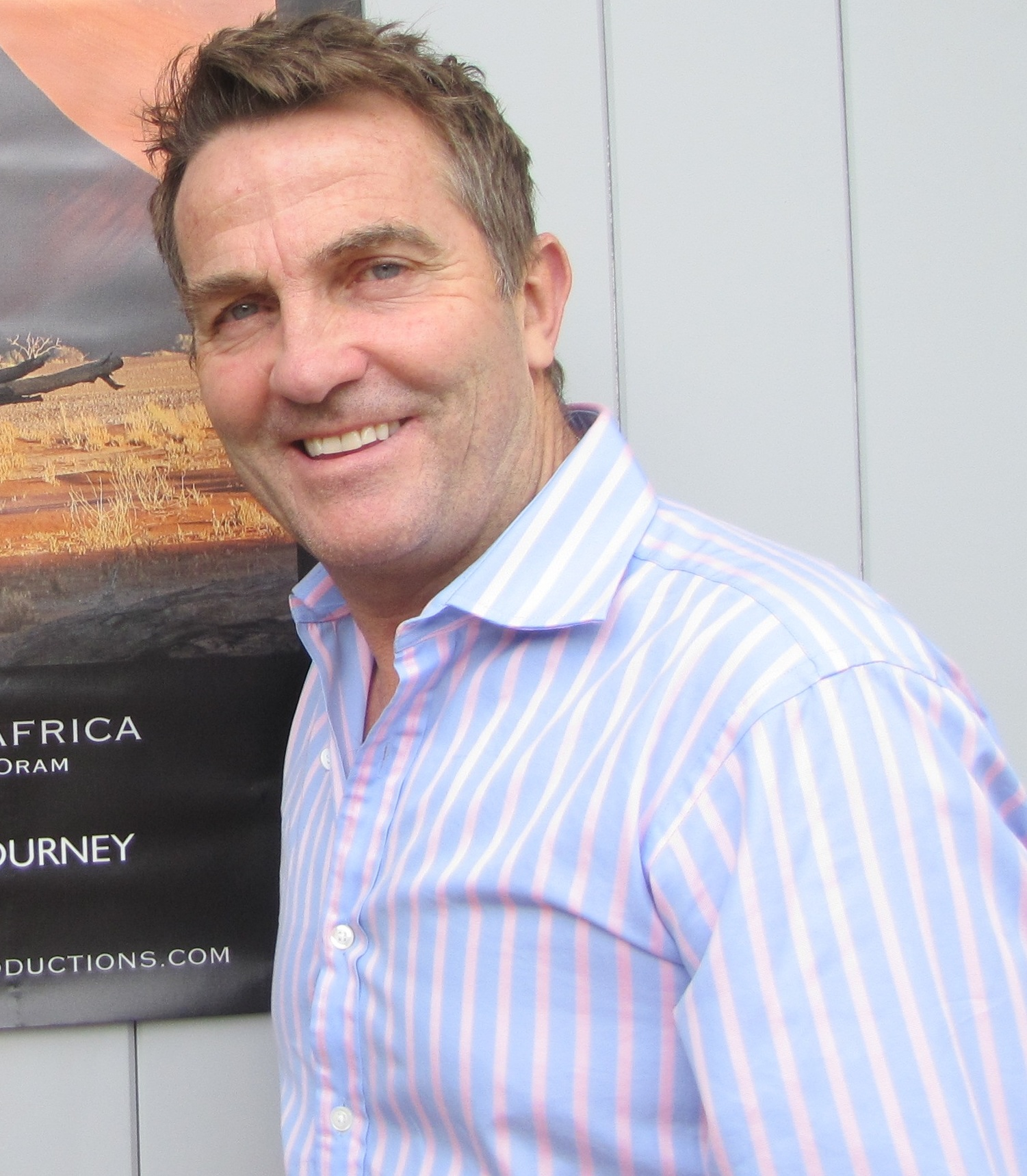
司会の

『The Chase』（ザ・チェイス）は、イギリスのITVで2009年6月29日から放送されているクイズ番組である。司会はブラッドリー・ウォルシュ（英語: Bradley Walsh）。

## ルール
- 毎回4人の出場者がチェイサー（追跡者）と呼ばれるクイズ王と賞金を懸けて対決するクイズ番組である。なお、問題の読み上げは司会者が自ら行う。

### ファーストラウンド
- 個人戦で1人ずつ挑戦する。
- 最初に1分間のクイズを行い、賞金を決定する。1問正解につき1,000ポンド。ただし、1問あたりの制限時間は決まっていないため、わからない場合はパスをしないとタイムロスとなってしまう。不正解またはパスの場合は司会者が答えをコールして次の問題に入る。
- その後、チェイサーが登場し、賞金とファイナルチェイス進出を懸けて3択クイズで対戦する。
- 出場者とチェイサーには手元に3択ボタンがあり、問題を読み上げた後に制限時間内にボタンを押さなければならない。そして、出場者の解答、正解の選択肢、チェイサーの解答の順に発表される。正解すれば1ポイント獲得。
- 出場者はチェイサーに対してアドバンテージがあり、1分間クイズで獲得した賞金そのままだと3ポイントからスタート。但し、賞金を大幅に増やしたい場合は2ポイント、逆に自信がない場合は賞金を大幅に減額させる代わりに4ポイントからのスタートになる。なお、賞金はチェイサーが設定する。
- 出場者が8ポイント先取すれば勝利となり、賞金が加算されてファイナルチェイスに進出する。しかし、チェイサーにポイントで並ばれた時点で敗北となり、賞金は没収され出場者は失格退場となる。
- 出場者が全滅してしまった場合は、チェイサーが指名した1人が復活し、1000ポンドが加算される。

### ファイナルチェイス
- 勝ち残った出場者らが賞金総額を懸けてチームでチェイサーと対決する。
- まず、出場者らが2分間の早押しクイズに挑戦。但し、勝ち残った出場者の人数に応じてアドバンテージがあり、1人につき1ポイント。4人全員なら4ポイントからのスタートになる。これまでと同様、わからない場合はボタンを押してパスをしないとタイムロスとなる。（勝ち残った出場者が1人の場合は早押ボタンを使用せず、直接解答する。）
- 次にチェイサーも2分間のクイズに挑戦するが、チェイサーが誤答した場合は制限時間が停止され、その問題の解答権が出場者に移動。正解すればチェイサーにマイナス1ポイントを与えることができる。（チェイサーが0ポイントの場合は、出場者側のノルマが1ポイント追加される。）
- チェイサーが制限時間内に出場者のポイントに追いつけなければ、出場者が勝利となり賞金全額を獲得、生き残った出場者で山分けとなる。

## チェイサー
- マーク・ラベット（Mark Labbett）
  - 番組開始から出演。数多くのクイズ番組で実績を持ち、巨漢がトレードマークであることから「ビースト」という愛称で知られる。アメリカ版・オーストラリア版のチェイサーとしても登場している。
- ショーン・ウォレス（Shaun Wallace）
  - 番組開始から出演。本業は法廷弁護士であるが、2004年のクイズ番組「マスターマインド」で長期間チャンピオンの座に君臨。チェイサーの中で最も冷静で、司会者や出場者のジョークにも淡々とした表情をしていることが多い。
- アン・ハガティ（Anne Hegerty）
  - シーズン2から出演。ヨーロッパのクイズ女王であり、この番組でも勝率が8割とチェイサーの中で最強である。オーストラリア版のチェイサーとしても登場している。
- ポール・シンハ（Paul Sinha）
  - 本業はコメディアンであるが、ドクターの資格を持つほどの博学ぶりで数多くのクイズ番組に出場。
- ジェニー・ライアン (Jenny Ryan)
  - 「マスターマインド」などの数多くのクイズ番組に出場。アン・ハガティの推薦で2015年9月2日の放送に初登場。眼鏡と髪型から、「The Vixen(メスギツネ)」と「Bolton Brainiac（ボルトンの秀才）」がニックネーム。

### 世界各国版
17か国に番組フォーマットが提供され、一部ではタイトルを変更して放送されている。一部を例に挙げる。
- アメリカ
  - 2013年から2015年にかけて、アメリカの「Game Show Network」(GSN)で放送されていたが、一旦放送終了した。その後、2021年よりABCにて放送される事となり、これまでに2シーズン放送され、2022年より3シーズン目が放送予定である。なおABCバージョンでは、クイズの内容が一部変更されている。
- オーストラリア
  - 2015年9月14日から、セブン・ネットワークで毎週月～金曜日の18:00から放送されている。番組フォーマットはイギリスバージョンと同じで、チェイサーのうち2名は、イギリス版の出演者である。
- ドイツ
  - 2012年7月より放送開始され、途中放送局が変更されて、現在はARDより放送されている。番組フォーマットはイギリスバージョンと同じである。